# 温泉津焼
温泉津焼（ゆのつやき）は、島根県大田市（当初は温泉津町）で焼かれる陶磁器。

## 歴史
- 宝永年間（18世紀初）頃に始まる[1]。
  - 主に「半斗（水瓶）」を造り、日本各地に出荷していた[1]。
- 第二次世界大戦後、プラスチックなどの化学製品の発達で需要がおされ、一時衰える[1]。
- 現在、窯は再興されている[1]。

## 特徴
- 耐用年数の長い、日用的な食器に適する[1]。
- 耐火性の高い石見粘土を使用する[1]。
  - 1300度以上の高温で焼成され、硬く割れにくいとされる[1]。